# The Missing Piece
Albums de Gentle Giant
Playing the Fool (Live)
(1977) Giant for a Day
(1978)
The Missing Piece est le 9e album studio du groupe Gentle Giant paru en 1977. À la suite de la tournée pour promouvoir l'album précédent Interview, le retour sur disque marque un changement plutôt significatif pour le groupe. Avec la première face explorant différentes avenues auparavant ignorées par Gentle Giant comme la pop et le punk, alors que la seconde face est plus dans la veine progressive des albums précédents. Ce fut leur dernier disque à se tailler une place dans les charts américains. Déjà dans l'instrumentation, on remarque un profond changement, fini le violon et le violoncelle, exit le xylophone et le vibraphone, adieu la flûte à bec et le saxophone, on devient plus pop dans le choix des instruments utilisés. Et pour la toute première fois dans l'histoire de Gentle Giant, sur la chanson Wining une batterie électronique (drum machine) est utilisée, ce que le groupe s'était toujours refusé auparavant. Cet article a été partiellement traduit de la version anglophone de Wikipedia consacré à l'album The Missing Piece de Gentle Giant. 

## Liste des titres
Toutes les chansons sont de Kerry Minnear, Derek et Ray Shulman. 
- Face A :

1. Two Weeks in Spain - 3:00
2. I'm Turning Around - 3:54
3. Betcha Thought We Couldn't Do It - 2:20
4. Who Do You Think You Are? - 3:33
5. Moutain Time - 3:19

- Face B :

1. As Old As You're Young - 4:19
2. Memories of Old Days - 7:15
3. Wining - 4:12
4. For Nobody - 4:00

- (Pièce bonus disponible seulement sur l'édition du 35e anniversaire)
1. For Nobody (Live)

## Musiciens
- Derek Shulman - Chant (1-9)
- Gary Green - Guitare électrique (1-9), guitare acoustique (7)
- Ray Shulman - Basse, guitare 12 cordes (7), percussions (8)
- Kerry Minnear - Orgue Hammond (1, 2, 5-9), piano (4-6, 8), piano électrique (1, 2, 5, 7), clavinet (6), synthétiseur (1, 4, 7), Minimoog (3, 6, 8), percussions (8), chant (6)
- John Weathers - Batterie (1-6, 8, 9), tambourin (1, 5, 6, 8, 9), cymbales (7), percussions (8), drum machine (8)

## Production
- Gentle Giant : Producteurs
- Paul Northfield : Ingénieur
- Wally Traugott : Mastering
- Concept de la pochette : Ray Tanner

## Sources
- https://www.discogs.com/Gentle-Giant-The-Missing-Piece/release/752653